# Setcases
Setcases – gmina w Hiszpanii, w prowincji Girona, w Katalonii, o powierzchni 48,82 km². W 2011 roku gmina liczyła 187 mieszkańców.